# Sellos de España en 2015
Los sellos de España en el año 2015 fueron puestos en circulación por la Sociedad Estatal Correos y Telégrafos de España (la impresión se realizó en la Fábrica Nacional de Moneda y Timbre). En total se emitieron 95 sellos postales (10 en hoja bloque), comprendidos en 52 series filatélicas de temáticas diversas.

## Descripción
| Fecha de emisión | Nombre de la serie y/o del sello (descripción) | Dimensiones (mm)                   | Valor facial (en €) |
| ---------------- | --- | ---------------------------------- | ------------------- |
| 02.01            | «Arcos y puertas monumentales» Cuatro puertas monumentales: 1) La Puerta de la Luna en Córdoba | 35,0 × 24,5                        | A                   |
| 02.01            | 2) La Puerta de la Cadena en Brihuega | 35,0 × 24,5                        | A                   |
| 02.01            | 3) La Puerta de Santa María en Fuenterrabía | 35,0 × 24,5                        | A                   |
| 02.01            | 4) La Puerta de Sant Pere en Peñíscola | 35,0 × 24,5                        | A                   |
| 02.01            | «Turismo» 1) Diseño alusivo que muestra un balón, una guitarra, una sombrilla de colores y un porción de tapas | 35,0 × 24,5                        | 0,90                |
| 02.01            | 2) Diseño alusivo que muestra un fresco, una escultura, un reloj y una taza de café | 35,0 × 24,5                        | 1,00                |
| 05.01            | «Efemérides» 1) Detalle de la escultura del Éxtasis de Santa Teresa, de Bernini con motivo del V centenario del nacimiento de Santa Teresa de Jesús                                                                                                  | 35,0 × 24,5                        | A                   |
| 05.01            | 2) Diseño alusivo al 75.º aniversario del Consejo Superior de Investigaciones Científicas que muestra su logotipo y una composición de nanopartículas                                                                                                | 35,0 × 24,5                        | A2                  |
| 05.01            | «Grandes Exposiciones – El primer Picasso» 1) Reproducción de la litografía Autorretrato evocativo (1945) de Picasso | 35,0 × 24,5                        | C                   |
| 16.01            | «Ciencia» 1) Diseño alusivo al 25º aniversario de la Organización Nacional de Trasplantes | 35,0 × 24,5                        | B                   |
| 19.01            | «Serie básica» Primeros sellos de la nueva serie básica de España: 1) La efigie del rey Felipe VI en color anaranjado | 24,8 × 28,8                        | 0,01                |
| 19.01            | 2) La efigie del rey Felipe VI en color marrón | 24,8 × 28,8                        | 0,04                |
| 19.01            | 3) La efigie del rey Felipe VI en color verde | 24,8 × 28,8                        | 0,10                |
| 19.01            | 4) La efigie del rey Felipe VI en color púrpura | 24,8 × 28,8                        | 1,00                |
| 19.01            | 5) La efigie del rey Felipe VI en color azul | 24,8 × 28,8                        | 2,00                |
| 19.01            | 6) La efigie del rey Felipe VI en color ceniza | 24,5 × 35,0                        | 5,00                |
| 23.01            | «DISELLO» Los dos diseños ganadores del I Concurso Nacional de Diseño de Sellos «DISELLO» 1) Diseño de la categoría juvenil dedicado al Año Internacional de la Luz                                                                                  | 24,5 × 35,0                        | 0,42                |
| 23.01            | 2) Diseño de la categoría general que muestra la leyenda «Que este sello sirva para dar buenas noticias» | 35,0 × 24,5                        | 0,55                |
| 28.01            | «Gastronomía española - Capital Española de Gastronomía» (HB) 1) Una barra de pinchos variados característicos de Vitoria, Capital Española de Gastronomía en 2014                                                                                   | 57,6 × 40,9 (150 × 105,6)          | 0,90                |
| 28.01            | 2) Un bodegón de productos típicos de Cáceres, Capital Española de Gastronomía en 2015 | 57,6 × 40,9 (150 × 105,6)          | 0,90                |
| 03.02            | «Coleccionismo» Cuatro sellos sobre diferentes tipos de coleccionismo con motivo de la Convención Europea de Coleccionismo celebrada en Torremolinos del 19 al 22 de febrero: 1) Pins                                                                | 35,0 × 24,5                        | 0,25                |
| 03.02            | 2) Pipas | 35,0 × 24,5                        | 0,52                |
| 03.02            | 3) Numismática | 35,0 × 24,5                        | 1,00                |
| 03.02            | 4) Filatelia | 35,0 × 24,5                        | 2,00                |
| 06.02            | «Efemérides» 1) Diseño alusivo al 250º aniversario del Real Colegio de Artillería que muestra una imagen con los uniformes de artilleros del siglo XIX y una batería actual en acción                                                                | 40,9 × 28,8                        | 0,90                |
| 06.02            | 2) Retrato del militar y político Juan Prim con motivo del 200.º aniversario de su nacimiento | 28,8 × 40,9                        | 0,90                |
| 06.02            | 3) Diseño alusivo al 500º aniversario de la Sanidad Militar Española | 28,8 × 40,9                        | 0,90                |
| 19.02            | «Deportes» 1) Diseño alusivo al centenario de la Real Federación Andaluza de Fútbol | 28,8 × 40,9                        | 0,90                |
| 20.02            | «Efemérides» 1) Los submarinos tipo S61 (clase Delfín) y S71 (clase Galerna) de la Armada Española con motivo del centenario del Arma Submarina | 40,9 × 28,8                        | 0,90                |
| 27.02            | «Efemérides» 1) Diseño alusivo al I Congreso Internacional de la Tauromaquia, celebrado en Albacete del 27 de ferero al 1 de marzo | 28,8 × 40,9                        | 1,00                |
| 03.03            | «Museos» Vista interior de tres importantes museos de Madrid: 1) El Museo Arqueológico Nacional | 74,6 × 28,8                        | 0,55                |
| 03.03            | 2) El Museo Thyssen-Bornemisza | 74,6 × 28,8                        | 0,55                |
| 03.03            | 3) El Museo Lázaro Galdiano | 74,6 × 28,8                        | 0,55                |
| 13.03            | «Exfilna 2015» (HB) Diseño alusivo a la LIII Exposición Filatélica Nacional (Exfilna), celebrada en Avilés (Asturias); los sellos ilustran las facahdas de una calle típica del casco antiguo de Avilés 1) Sello en colores                          | 57,6 × 40,9 (150,64 × 86,4)        | 0,42                |
| 13.03            | 2) Sello en blanco y negro | 57,6 × 40,9 (150,64 × 86,4)        | 2,42                |
| 31.03            | «Emisión conjunta España-Craocia. Encaje de bolillos» 1) Encaje típico de Sevilla | 40,9 × 28,8                        | 1,00                |
| 31.03            | 2) Encaje típico de Lepoglava | 40,9 × 28,8                        | 1,00                |
| 01.04            | «Cine español» 1) El director José Luis Borau | 28,8 × 40,9                        | 0,90                |
| 01.04            | 2) El actor Paco Martínez Soria | 28,8 × 40,9                        | 0,90                |
| 18.04            | «Juvenia» 1) Diseño ganador de la XXIV Exposición Nacional de Filatelia Juvenil Juvenia 2015 celebrada en Orense, que muestra el manantial de Las Burgas y un grupo de niños cuyas mochilas llevan las letras de la palabra Juvenia                  | 40,9 × 28,8                        | 0,75                |
| 22.04            | «Personajes» 1) El escritor colombiano Gabriel García Márquez | 40,9 × 28,8                        | 0,55                |
| 22.04            | 2) El jugador y entrenador de fútbol Luis Aragonés | 40,9 × 28,8                        | 0,55                |
| 23.04            | «Europa 2015» 1) Serie anual a cargo de PostEurop, ese año bajo el tema Juguetes antiguos; el sello muestra un trenecito de madera (sello con olor a pino)                                                                                           | 35 × 24,5                          | 0,90                |
| 27.04            | «Patrimonio Mundial - Cueva de Altamira» (HB) 1) El sello reproduce la moneda conmemorativa de 2 € de 2015 sobre la Cueva de Altamira. La hoja bloque muestra una de las pinturas rupestres más conocidas de la Cueva de Altamira                    | 32,0 × 32,0–círculo– (150 × 104,5) | 3,00                |
| 07.05            | «Dinosaurios» (RA) 1) El ankylosaurus (sello con efecto de escamas) | 57,6 × 40,9                        | 2,00                |
| 07.05            | 2) El tiranosaurio (sello en 3D) | 57,6 × 40,9                        | 2,00                |
| 07.05            | 3) El triceratops (sello fosforescente) | 57,6 × 40,9                        | 2,00                |
| 07.05            | 4) El diplodocus (sello en 3D) | 40,9 × 57,6                        | 2,00                |
| 13.05            | «Patrimonio de la Humanidad - Conjuntos Urbanos» (HB) Vistas en calcografía de la ciudad de Segovia 1) Vista del Acueducto | 40,9 × 28,8                        | 1,00                |
| 13.05            | 2) Vista de la Catedral de Santa María | 28,8 × 40,9                        | 1,00                |
| 14.05            | «TICs» 1) Diseño alusivo a las tecnologías de la información y la comunicación | 18,75–hexágono–                    | 0,42                |
| 18.05            | «Efemérides» 1) Talla gótica del siglo XIII de la Virgen del Mar con motivo del 700º aniversario de su culto | 40,9 × 28,8                        | 0,90                |
| 27.05            | «Un sello, un récord» 1) Imagen del cuadro hecho a base de sellos más grande del mundo, récord Guinness en 2015, que representa una letra ñ estilizada                                                                                               | 35,0 × 24,5                        | 0,42                |
| 04.06            | «Solidaridad» 1) Diseño alusivo al Programa Mundial de Alimentos de la ONU, que muestra la forma de los cinco continentes hechos a base de cereales                                                                                                  | 40,9 × 28,8                        | 0,42                |
| 17.06            | «Efemérides» (HB) 1) Retrato del duque de Uceda, primer responsable de la Casa de Moneda, con motivo del IV centenario de esta institución. En la hoja bloque se reproduce un plano de época que muestra la ubicación de la Casa de Moneda en Madrid | 28,8 × 40,9 (105,6 × 79,2)         | 3,23                |
| 26.06            | «Año Internacional de los Suelos» 1) Un bosque, un suelo erosionado, una espiga de trigo y diversas frutas y hortalizas | 35,0 × 24,35                       | 0,90                |
| 01.07            | «Personajes» 1) El guitarrista y compositor Narciso Yepes | 35,0 × 24,5                        | A2                  |
| 02.07            | «Humor gráfico – Peridis» (HB) 1) Detalle de una viñeta del humorista gráfico José María Pérez González Peridis. La hoja bloque muestra la viñeta completa                                                                                           | 40,9 × 57,6 (115 × 105,6)          | 2,84                |
| 10.07            | «Valores cívicos» 1) La palabra «Creatividad» | 35,0 × 24,5                        | A                   |
| 13.07            | «Arte contemporáneo español» 1) La composición Gravitaciones (1986) del escultor Eduardo Chillida | 57,6 × 40,9 (105,6 × 79,2)         | 2,84                |
| 19.07            | «Efemérides» 1) Diseño alusivo al 61.er Certamen Internacional de Habaneras y Polifonía de Torrevieja que muestra la escultura de La Bella Lola y el dibujo de un barco                                                                              | 40,0 × 25,0                        | B                   |
| 21.07            | «Fauna protegida» Cuatro especies amenazadas de peligro de extinción en la península ibérica 1) La tortuga laúd (Dermochelys coriacea) | 74,6 × 28,8                        | 0,55                |
| 21.07            | 2) El esturión común (Acipenser sturio) | 74,6 × 28,8                        | 0,55                |
| 21.07            | 3) La libélula (Anax imperator) | 57,6 × 40,9                        | 0,55                |
| 21.07            | 4) El murciélago patudo (Myotis capaccinii) | 57,6 × 40,9                        | 0,55                |
| 23.07            | «XXXV Aniversario del Tribunal Constitucional» (HB) 1) La sede del Tribunal Constitucional en Madrid | 57,6 × 40,9 (105,6 × 79,2)         | 1,00                |
| 28.07            | «Patrimonio Inmaterial de la Humanidad» Imágenes alusivas a dos ejemplos del Patrimonio Inmaterial de la Humanidad de España 1) El silbo gomero | 57,6 × 40,9                        | 2,84                |
| 28.07            | 2) La dieta mediterránea | 57,6 × 40,9                        | 3,23                |
| 08.09            | «Personajes» 1) El político y escritor Fermín Caballero, propulsor del establecimiento del franqueo postal en España, y la reproducción del primer sello español (1850): la efigie de la reina Isabel II                                             | 28,8 × 40,9                        | 0,42                |
| 17.09            | «Cine español» 1) Diseño alusivo al Festival de San Sebastián que muestra un dibujo estilizado del Palacio Kursaal, sede del Festival | 49,8 × 33,2                        | 0,55                |
| 18.08            | «Efemérides» 1) Retrato del pintor Juan Carreño con motivo del 400º aniversario de su nacimiento | 28,8 × 40,9                        | 1,00                |
| 18.08            | 2) Sobre la silueta de la península de Florida, dos imágenes superpuestas de Pedro Menéndez de Avilés, fundador del asentamiento de San Agustín en Florida, con motivo del 450º aniversario de su fundación                                          | 24,5 × 35,0                        | C                   |
| 23.09            | «Culturas antiguas» 1) Busto de Agripina la Mayor y el anfiteatro de Segóbriga | 40,9 × 28,8                        | 0,42                |
| 25.09            | «Gastronomía – Denominaciones de origen protegidas» (HB) Dos productos con denominación de origen protegida de Galicia: 1) El pimiento de Padrón | 40,9 × 28,8 (133 × 99)             | 1,00                |
| 25.09            | 2) El mejillón de Galicia | 40,9 × 28,8 (133 × 99)             | 1,00                |
| 30.09            | «Maravillas del Mundo Moderno» 1) La Gran Muralla China | 74,6 × 28,8                        | 0,55                |
| 30.09            | 2) El sitio arqueológico de Chichén Itzá en México | 74,6 × 28,8                        | 0,90                |
| 30.09            | 3) El Cristo Redentor de Río de Janeiro | 74,6 × 28,8                        | 1,00                |
| 02.10            | «Grandes premios - Premios Princesa de Asturias» 1) Imagen de la princesa de Asturias Leonor y la fachada del Teatro Campoamor de Oviedo | 40,9 × 28,8                        | 1,00                |
| 09.10            | «Efemérides» 1) Un telégrafo antiguo y un teléfono inteligente con motivo del 150.º aniversario de la Unión Internacional de Telecomunicaciones | 40,9 × 28,8                        | 0,90                |
| 09.10            | 2) Una locomotora de época con motivo del 150.º aniversario de la aperrtura del ferrocarril Tarragona-Martorell | 40,9 × 28,8                        | 0,90                |
| 14.10            | «Patrimonio artístico - Murales» (HB) 1) Fragmento del mural cerámico del artista Joan Miró que se encuentra en la fachada principal del Palacio de Congresos de Madrid                                                                              | 74,6 × 28,8 (151 × 86)             | 3,71                |
| 23.10            | «Efemérides» 1) Retrato de Francisco Álvarez de Toledo, quinto virrey del Perú, sobre un mapa de Perú, con motivo del quinto centenario del nacimiento del aristócrata                                                                               | 40,9 × 28,8                        | 0,42                |
| 23.10            | 2) Diseño alusivo al 70.º aniversario de la fundación de la ONU y el 60.º aniversario del ingreso de España en esta organización | 40,9 × 28,8                        | 0,42                |
| 27.10            | «América - UPAEP» 1) Diseño elegido por España para la emisión conjunta de la UPAEP de ese año bajo el tema "Lucha contra la trata"; el sello muestra un diseño alusivo con la silueta de una mujer                                                  | 40,9 × 28,8                        | 1,00                |
| 29.10            | «Arquitectura rural» 1) Una masía catalana | 74,6 × 28,8                        | 0,90                |
| 29.10            | 2) Una casona montañesa | 74,6 × 28,8                        | 0,90                |
| 29.10            | 3) Un silo | 74,6 × 28,8                        | 0,90                |
| 02.11            | «Navidad 2015» 1) Representación del Niño Jesús | 24,5 × 35,0                        | A                   |
| 02.11            | 2) Unas velas como parte de la decoración navideña | 24,5 × 35,0                        | B                   |
| 04.11            | «Numismática» 1) Reverso del billete de 100 pesetas (en circulación entre 1953 y 1978) que muestra el cuadro La Fuensanta del pintor Julio Romero de Torres                                                                                          | 57,6 × 40,9                        | 2,00                |
| 04.11            | 2) Reverso de una moneda de 100 pesetas de 1992 que muestra el escudo de España | 40,9 × 40,9                        | 2,00                |
| 06.11            | «Vehículos de época – Motos campeonas» (HB) Tres motos con las que fue campeón del Mundo el piloto Ángel Nieto 1) Una Bultaco de 50 cc | 40,9 × 57,6 (106 × 79)             | 0,90                |
| 06.11            | 2) Una Derbi de 80 cc | 40,9 × 28,8                        | 0,90                |
| 06.11            | 3) Una Garelli de 125 cc | 40,9 × 28,8                        | 0,90                |